# PDVAL

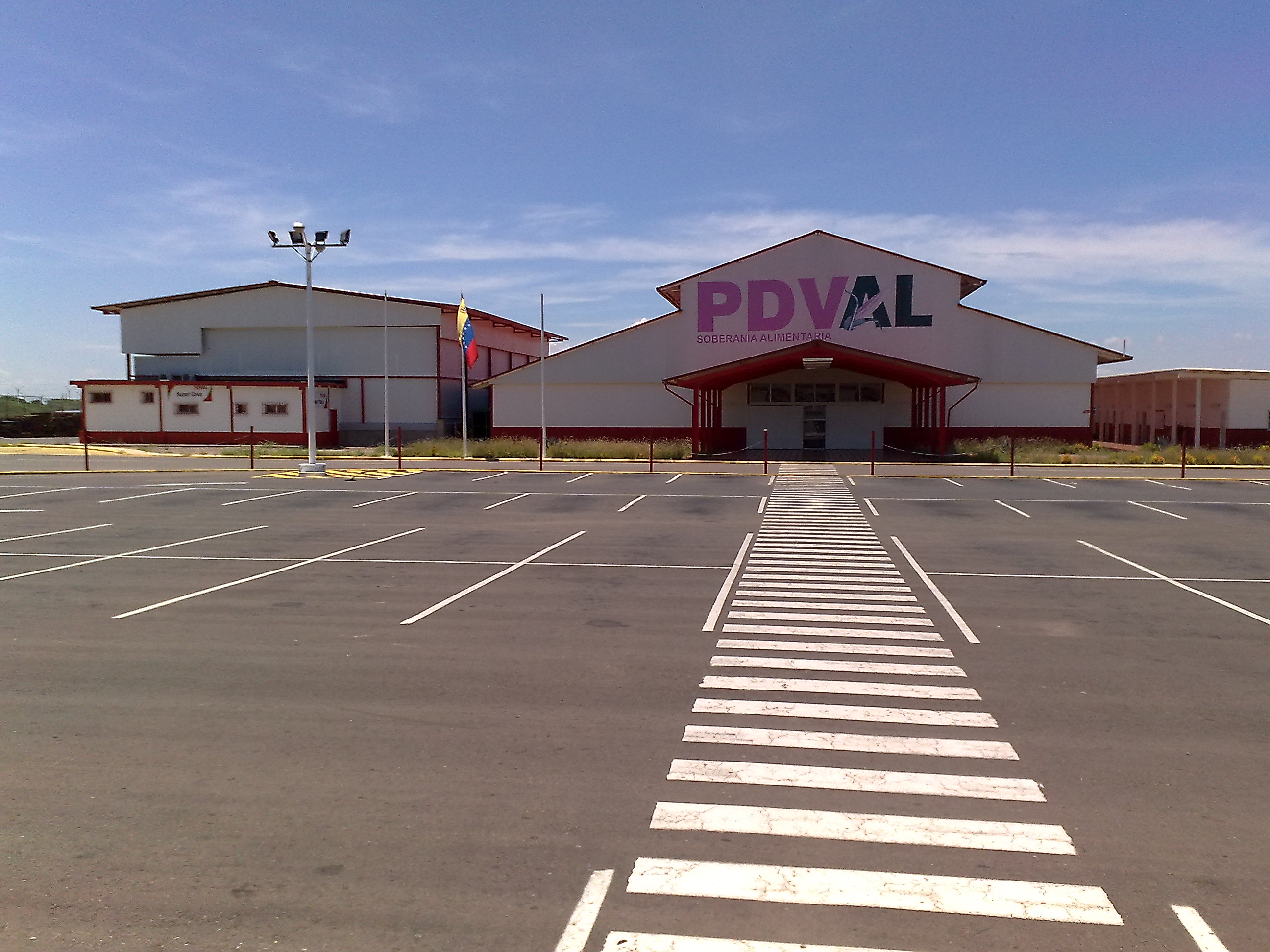
Centro de distribuição da PDVAL na comunidade de Punta Cardón.

Productora y Distribuidora Venezolana de Alimentos (PDVAL), é uma distribuidora de alimentos do Estado venezuelano criada pelo então presidente venezuelano, Hugo Chávez, e pela Petróleos de Venezuela (PDVSA), a fim de distribuir produtos como frango, carne, leite, ovos e outros produtos com preços regulados pelo governo da Venezuela, em resposta à alta demanda por alimentos existente neste país.
A PDVAL foi criada como resposta a uma política de armazenamento de alimentos com vistas a forçar a subida nos preços destes no mercado nacional. Esta política praticada pelo setor alimentício privado (empresariado agrícola), criava uma escassez artificial de alimentos no país.A PDVAL mantém acordo com pequenos produtores agrícolas beneficiados por programas de reforma agrária, para que estes forneçam os alimentos à estatal.
É mantida com  com recursos de a petroleira PDVSA. A PDVAL tem abrangência em todo o território nacional, com uma extensa cadeia de distribuição.Possui 1.200 pontos de venda em todo o país, comercializados em 2012, 436 mil toneladas de produtos.

## Alimentos em decomposição
Em junho de 2010, tornou-se pública a denúncia de que havia milhares de toneladas de alimentos em decomposição em várias lojas da PDVAL em todo o país. Logo após esta denúncia foram descobertos dois contêineres com cerca de 130 mil toneladas alimento em estado de decomposição. A denúncia levou o então presidente da entidade, Luis Pulido, a renunciar.